# 埃貝爾島
埃貝爾島（丹麥語：Æbelø）是丹麥的島嶼，位於菲英島以北的卡特加特海峽，長5公里、寬2公里，面積2.09平方公里，是多種雀鳥的棲息地，島上無人居住。